# Masacre de Costa Barros
La Masacre de Costa Barros (nombre con el que se popularizó en los medios locales), fue una masacre que involucró a agentes de policía que ocurrió el 28 de noviembre de 2015 en Costa Barros, Río de Janeiro, Brasil, cuando los policías dispararon 111 tiros contra cinco jóvenes, que tenían entre 17 y 25 años, cuando salieron a celebrar uno de sus primeros sueldos. El incidente desencadenó un caso legal que resultó en la condena de 4 policías a 52 años de prisión en 2019.

## Incidente
Los jóvenes, de edades comprendidas entre 17 y 25 años,  salieron a celebrar uno de sus primeros sueldos Sin embargo, la celebración se vio interrumpida abruptamente cuando una patrulla de la Policía Militar los sorprendió.los agentes afirmaron un enfrentamiento. Sin embargo, la pericia descartó esta versión, dejando el automóvil marcado por numerosas evidencias de disparos y Se alega que las pruebas fueron falsificadas para justificar la actuación policial.

## Consecuencias
Las familias de las víctimas siguieron sufriendo, y recién en noviembre de 2020, los policías condenados fueron expulsados de la corporación.

### Condenas
Dos agentes involucrados fueron condenados a 52 años y seis meses de prisión. El sargento Márcio Darcy Alves dos Santos y el soldado Antônio Carlos Gonçalves Filho fueron sentenciados por cinco homicidios doblemente calificados. Además, el soldado Antônio deberá cumplir 8 meses y 5 días adicionales por fraude procesal. Otro agente fue absuelto, mientras que un cuarto aún espera juicio.

### Juicio
El juicio fue marcado por momentos impactantes, incluyendo videos de los residentes que mostraban los cuerpos de los jóvenes y las marcas de los disparos en el automóvil. También se presentó un video en el que uno de los agentes tapaba la cámara de seguridad antes del crimen.